# Louis François Coutard

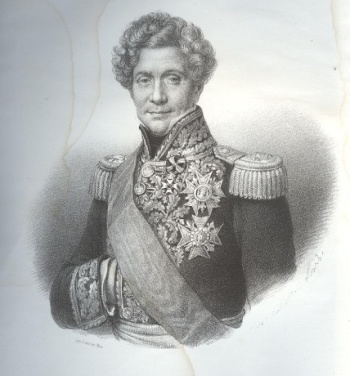
Graaf Coutard

Louis François Coutard (Ballon (Sarthe), Frankrijk, 19 februari 1769 - Parijs, 22 maart 1852) was een Frans luitenant-generaal.
Hij was slechts 18 jaar toen hij op 13 maart 1787 in het leger terechtkwam. Eerst was hij soldaat in het 26e regiment van Bresse. Op 1 september 1791 kocht hij zijn verlof en trad nadien toe tot het eerste bataljon van Sarthe. Op 13 januari 1792 werd hij constitutionele wachter van de Franse koning.
Op 11 januari 1793 werd hij kapitein en vocht in het bos van Marmale, waar hij gedurende de actie een schot aan het rechterbeen had opgelopen. Op 14 oktober van datzelfde jaar werd hij bevorderd tot adjudant-generaal en aangeduid als hoofd van het bataljon.
Tijdens de aanval van Ortonomare (koninkrijk Napels) drong François Coutard als eerst de stad binnen. Door zijn goede leiding werd hij op het slagveld benoemd tot hoofd van de brigade.
Op 12 vendémiaire jaar XII , vertrouwde de eerste consul hem het bevel toe over het 66e regiment. Voor zijn inzet en prestaties werd hij benoemd als lid van het Legioen van Eer.
Op 6 augustus 1811 werd hij generaal van de brigade en werd hij door Napoleon benoemd als baron de l'Empire.
Op 16 maart 1814 gaf Lodewijk XVIII hem het commando over de stad Rochefort en op 25 november 1814 werd Louis François Coutard de graad van luitenant-generaal toegekend. 2 juni 1813, Coutard voerde het bevel over de nationale wacht te Rijsel.
In 1816 maakte generaal Coutard deel uit van de oorlog. Zijn taak bestond eruit advies te geven en te oordelen met Mouton-Duvernet (gouverneur).

## Boek
- 'Louis François Coutard', door Charles Mullié. In Biographie des célébrités militaires des armées de terre et de mer de 1789 à 1850, 1852

- Gemeinsame Normdatei: 117710687
- International Standard Name Identifier: 0000 0000 1040 8182
- Base Léonore: LH//620/51
- Système universitaire de documentation: 197396631
- Virtual International Authority File: 62333284
- WorldCat: E39PBJdrMfxX8JmqyyhH6B7mBP